# Valérie Perrin
Valérie Perrin (Remiremont, 19 gennaio 1967) è una scrittrice, fotografa e sceneggiatrice francese.
Ha lavorato anche come fotografa di scena e sceneggiatrice con il compagno Claude Lelouch.

## Biografia
Valérie Perrin è nata il 19 gennaio 1967. L'incontro con Claude Lelouch nel 2006 ha dato il via alla sua carriera cinematografica come fotografa di scena e poi come co-sceneggiatrice degli ultimi film del regista, ma sono soprattutto i suoi romanzi a renderla nota al grande pubblico. Nel 2015 esce il suo primo romanzo, Il quaderno dell'amore perduto (Les Oubliés du dimanche), che ha ricevuto 13 premi, tra cui Prix du premier roman de Chambéry 2016, le prix Chronos 2016, le Choix des libraires 2018 ed è stato tradotto in Italia nel 2016 (arrivando nel settembre 2020 al terzo posto della classifica della narrativa straniera grazie al successo del suo successivo libro) e in Germania nel 2017.
Anche il suo secondo romanzo Cambiare l'acqua ai fiori (Changer l'eau des fleurs), pubblicato nel 2018, ha ricevuto diversi premi tra cui il prix Maison de la Presse che premia un'opera scritta in francese per il vasto pubblico; per la giuria è "un romanzo sensibile, un libro che fa passare dalle risate alle lacrime con personaggi divertenti e accattivanti". Per Libération Next, nonostante una copertina e un titolo considerati un po' semplici, "ci lasciamo prendere da questo turbinio di storie che si intersecano, con il cimitero come protagonista, il cui giardino fiorito e rigoglioso significa speranza". Nel 2019 si classifica al 6º posto nella classifica dei 10 libri più venduti dell'anno per GFK/Weekly Books. In Italia la traduzione del romanzo è stato un caso editoriale, arrivando dopo oltre un anno al primo posto della classifica generale, con circa 9 000 copie vendute in una settimana e 180 000 copie, a settembre 2020, dall'uscita.
Alle elezioni europee del 2019 si candida con il Parti animaliste, che non raggiunge la soglia di sbarramento.
Nel 2021 viene pubblicato Tre, e nel novembre 2024 esce in Italia il suo quarto romanzo Tatà. A gennaio 2025 viene confermata la produzione di un film tratto da Cambiare l'acqua ai fiori, con la regia di Jean-Pierre Jeunet.

## Opere
- (FR) Les Oubliés du dimanche, Albin Michel, maggio 2015, ISBN 978-2-226-37525-4.
  -  Il quaderno dell'amore perduto, traduzione di Giuseppe Maugeri, Casa Editrice Nord, 13 ottobre 2016, ISBN 978-88-429-2851-5.
  -  Il quaderno dell'amore perduto, traduzione di Giuseppe Maugeri, edizioni e/o, marzo 2023, ISBN 978-88-3357-601-5.
- (FR) Changer l'eau des fleurs, Albin Michel, 2018, ISBN 978-2-226-40304-9.
  -  Cambiare l'acqua ai fiori, traduzione di Alberto Bracci Testasecca, edizioni e/o, 10 luglio 2019, ISBN 978-88-3357-147-8.
- (FR) Trois, Albin Michel, 31 marzo 2021, ISBN 978-2-226-45114-9.
  -  Tre, traduzione di Alberto Bracci Testasecca, edizioni e/o, 28 giugno 2021, ISBN 978-88-3357-362-5.
- (FR) Tata, Albin Michel, 18 settembre 2024, ISBN 978-2-226-47497-1.
  -  Tatà, traduzione di Alberto Bracci Testasecca, edizioni e/o, novembre 2024, ISBN 978-88-3357-821-7.

## Premi
Per Il quaderno dell'amore perduto:
- 2015: Prix du premier roman de Chambéry e Prix Les lauriers verts intergénération[9]
- 2016: Prix national Lions de littérature, Prix Chronos, Prix intercommunal Lire Elire e Prix Poulet-Malassis
- 2018: Choix des libraires, categoria letteratura.[10]

Per Cambiare l'acqua ai fiori:
- 2018: Prix Maison de la Presse[11]
- 2019: Prix Jules-Renard per la narrativa[12], Prix des lecteurs corréziens[13] e Prix des lecteurs du Livre de poche per la letteratura[14].
- Premi Flaiano 2022: Premio internazionale alla carriera[15]

## Filmografia

### Sceneggiatrice
- Parliamo delle mie donne (Salaud, on t'aime), regia di Claude Lelouch (2014)
- Uno più una (Un + une), regia di Claude Lelouch (2015)
- Chacun sa vie, regia di Claude Lelouch (2017)
- I migliori anni della nostra vita (Les Plus Belles Années d'une vie), regia di Claude Lelouch (2019)
- La Vertu des impondérables, regia di Claude Lelouch (2019)
- L'amour c'est mieux que la vie, regia di Claude Lelouch (2021)
- Finalement - Storia di una tromba che si innamora di un pianoforte (Finalement), regia di Claude Lelouch (2024)